# Wolfert van Borselen Scholengroep
De Wolfert van Borselen scholengroep voor openbaar onderwijs is een groep van scholen in Rotterdam en Bergschenhoek voor vmbo, havo, vwo, ISK en internationaal onderwijs. De Scholengroep is vernoemd naar Wolfert (I) van Borselen, de Zeeuwse edelman die Rotterdam in 1299 stadsrechten verleende. Wolfert van Borselen heeft onder andere een reguliere afdeling, een daltonafdeling en een tweetalige afdeling. Tevens heeft de scholengroep een internationale afdeling, de Rotterdam International Secondary School (RISS).

## Geschiedenis
In 1968, na de invoering van de Mammoetwet, werd een aantal Rotterdamse scholen bij elkaar gevoegd om de Wolfert van Borselen Scholengroep te vormen. De scholengemeenschap was gehuisvest in verschillende locaties in Rotterdam tot er in 1983 een nieuw schoolgebouw aan de Bentincklaan in de wijk Blijdorp gereedkwam. In 1986 werd het International Department opgericht, dat onderwijs bood voor kinderen van ouders die tijdelijk in Nederland zijn voor werk. Het International Department heet tegenwoordig de Rotterdam International Secondary School, en leidt op voor internationale diploma's. In 1992 werd er op de Wolfert gestart met Tweetalig Onderwijs (TTO).
Sinds 2004 heeft de tweetalige afdeling een uitwisseling met China, onder andere met de scholen WFLMS en de Ping he.
In 2005 is als nieuwe tak van de scholengroep de Wolfert Lyceum opgericht.

## Oud-leerlingen
- Marian Mudder, actrice
- Glenda Peters, zangeres
- Fahid Minhas, tweede kamerlid voor de VVD.

## Varia
- De Wolfert van Borselenpenning is ingemetseld in de muur van de aula van het gebouw op de Bentincklaan.